# Poezja lingwistyczna
Poezja lingwistyczna – nurt we współczesnej poezji polskiej związany z awangardą i eksperymentem literackim. Czas jej wstępnego kształtowania i rozwoju przypada na lata 1959–1965.
Tematem tych wierszy jest język jako narzędzie komunikacji na wszystkich poziomach. Celem było natomiast zwrócenie uwagi na wieloznaczeniowość słów i zestawienie ich w taki sposób, aby tworzyły nowe, zaskakujące sensy.

## Twórcy
Twórcy polskiej poezji lingwistycznej to Miron Białoszewski, Tymoteusz Karpowicz, Zbigniew Bieńkowski, Edward Balcerzan, Witold Wirpsza. Pierwsze nawiązania, zapowiedzi poezji lingwistycznej to wiersze Aleksandra Wata i Juliana Tuwima nawiązujące do rosyjskiej literatury futurystycznej.
Do tej koncepcji nawiązywali także twórcy związani z ruchem Nowej Fali (lata 70.), np.: Stanisław Barańczak, Adam Zagajewski, Ryszard Krynicki, Julian Kornhauser. Powodem, dla którego tworzyli, inspirując się poezją lingwistyczną, były wydarzenia marca 1968 i fałszowanie prawdy w środkach masowego przekazu. Celem, jaki sobie postawili, była demistyfikacja języka. Pisali, stosując metodę kolażu literackiego: używali zapożyczeń z gazet i innych mediów.
Na początku XXI wieku po narzędzia poezji lingwistycznej sięgnęli neolingwiści (Jarosław Lipszyc, Maria Cyranowicz, Joanna Mueller, Witold Szwedkowski i inni.) 
Twórcą poezji lingwistycznej był również James Joyce.